# Journal of Liposome Research
Das Journal of Liposome Research, abgekürzt J. Liposome Res., ist eine wissenschaftliche Fachzeitschrift, die vom Taylor & Francis-Verlag veröffentlicht wird. Die Zeitschrift ist das offizielle Publikationsorgan der International Liposome Society und erscheint derzeit mit vier Ausgaben im Jahr. Es werden Arbeiten veröffentlicht, die sich mit der Forschung an Liposomen beschäftigen.
Der Impact Factor lag im Jahr 2014 bei 1,822. Nach der Statistik des ISI Web of Knowledge wird das Journal mit diesem Impact Factor in der Kategorie Pharmakologie und Pharmazie an 161. Stelle von 254 Zeitschriften und in der Kategorie Biochemie und Molekularbiologie an 220. Stelle von 289 Zeitschriften geführt.